# Bernadette Sanou Dao
Bernadette Sanou Dao (sinh ngày 25 tháng 2 năm 1952 tại Bamako, Soudan thuộc Pháp) là một tác giả và chính trị gia Burkina Faso. Năm 11 tuổi, gia đình cô trở về Upper Volta từ Mali. Bà theo học trường cao đẳng Kolog-Naba ở Ouagadougou và sau đó là Đại học Ohio ở Hoa Kỳ và Sorbonne ở Paris, Pháp. Từ 1986 đến 1987, bà là Bộ trưởng Văn hóa của Burkina Faso. Cô hiện đang sống ở Ouagadougou. Bà viết thơ, truyện ngắn và truyện thiếu nhi.